# Piotr Saltykov

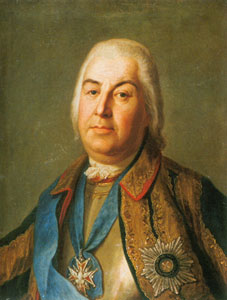
Piotr Saltykov.

El Conde Piotr Semiónovich Saltykov (en ruso: Пётр Семёнович Салтыков; 11 de diciembre de 1697/1698/1700 - 26 de diciembre de 1772) fue un estadista y oficial militar ruso, promovido al rango de Mariscal de Campo el 18 de agosto de 1759.

## Familia
Saltykov nació en Rusia en la población de Nikólskoye, al suroeste del lago Nero, siendo el hijo de Semión Andréievich Saltykov (10 de abril de 1672 - 1 de octubre de 1742), un terrateniente con un origen en una familia de boyardos que rivalizaba con los Románov en nobleza y era descendiente de una hermana del primer zar Románov, y de su esposa Fiokla Yákovlevna Volýnskaya. Tenía un hermano menor, el Conde Vladímir Semiónovich Saltykov (6 de agosto de 1705 - 5 de enero de 1751). Era un primo lejano de Serguéi Vasílievich Saltykov, el primer amante de Catalina la Grande, y también estaba relacionado con Praskovia Fiódorovna Saltykova.

## Biografía
Sin embargo, el año de su nacimiento es incierto. Se estima que es entre 1697 y 1700, ya que en 1714 fue enviado por Pedro el Grande a Francia para dominar la ciencia de la navegación. Permaneció ahí durante gran parte de los veinte años que siguieron.
En 1729, Saltykov compró la finca de Márfino, y en 1731 contrajo matrimonio con la Princesa Praskovia Yúrievna Trubetskaya (1704-1767), una hija del Príncipe Yuri Yúrievich Trubetskói con su primera esposa la Princesa Yelena Grigórievna Cherkásskaya y hermana de Nikita Yúrievich Trubetskói, y el 19 de enero de 1732 o 1733 su padre fue creado conde.
En 1759, durante la Guerra de los Siete Años de 1756-1763, fue designado comandante en jefe del Ejército ruso que participaría en las operaciones bélicas contra Prusia y pronto obtendría una victoria en Palzig (batalla de Kay) y un resonante  triunfo en Kunersdorf. No obstante, ambos éxitos significaron crecidas bajas en las tropas rusas, por lo cual ninguna de estas batallas resultó ser decisiva para vencer al reino prusiano como esperaba Saltykov.
En 1763, acabada la guerra contra Prusia, Saltykov se convirtió en comandante en jefe de la guarnición de Moscú y fue puesto al cargo de la Oficina del Senado de Moscú. Durante el tiempo de Saltykov en el cargo, fundó varias nuevas oficinas de correos, restauró los Palacios Golovinski y el de Kolómenskoye, y varias  puertas de la ciudad. También se repararon la mayoría de puentes deteriorados del río Moscú y continuó desmantelando las murallas de la Ciudad Blanca (anillo de fortificación alrededor de Moscú) con el propósito de proporcionar material para la construcción del Orfanato ordenado por Catalina la Grande y la restauración del Arsenal. En abril de 1764, Saltykov informó a San Petersburgo sobre la apertura del Orfanato de Moscú. 
Además, con el propósito de proporcionar comida suficiente a los moscovitas, Saltykov prohibió la retirada de trigo importado de la ciudad y organizó la compra al por mayor de grano a los terratenientes. También aseguró la entrega regular de vino a Moscú, del que se estimó una necesidad de 575.000 vedrós; en esta administración Saltykov también combatió los juegos de azar.
En 1765, tomó parte en la quema de libros "dañinos para la sociedad" según las órdenes de Catalina la Grande. Durante el estallido de peste en 1771, que causó una salida masiva de terratenientes, funcionarios de la ciudad, y ricos mercaderes de Moscú, Piotr Saltykov pidió a Catalina permiso para abandonar la ciudad. Sin esperar una respuesta, se dirigió a su finca de Márfino en las afueras de Moscú. Tras el estallido de los disturbios debidos a la peste en Moscú el 16 de septiembre, Saltykov retornó a la ciudad. Sin embargo, Catalina la Grande lo relevó de su puesto el 13 de noviembre de 1771. Un año después, murió en su finca de Márfino.

## Familia
Con su esposa la Princesa Praskovia Yúriyevna Trubetskaya, Saltykov tuvo los siguientes hijos: 
- Condesa Anastasia Petrovna Saltykova (26 de noviembre de 1731 - 24 de marzo de 1830), desposó a Pjotr Kwaschnin-Samarin (? - 19 de octubre de 1815).
- Condesa Varvara Petrovna Saltykova, desposó el 4 de noviembre de 1754 a su primer esposo el Príncipe Vasili Borísovich Galitzin (? - 1793), después volvió a casarse; sin descendientes de ningún matrimonio.
- Conde Iván Petróvich Saltykov (29 de junio de 1739 - 14 de noviembre de 1805)
- Condesa Ekaterina/Yekaterina Petrovna Saltykova (2 de octubre de 1743 - Roma, 13 de octubre de 1816), desposó en 1762 al Conde Andréi Petróvich Shuválov (23 de junio de 1743 - 24 de abril de 1789), con descendencia.